# Rudolf Ernst Brünnow
Rudolf Ernst Brünnow (Ann Arbor, 1858 – Bar Harbor, 1917) è stato un orientalista tedesco naturalizzato statunitense.
Figlio di Franz Brünnow, fu docente all'università di Princeton. È noto per Die Provincia Arabia (1909) scritto in collaborazione con Alfred von Domaszewski.